# 赤い家
『赤い家』（The Red House）は1947年のアメリカ合衆国の映画。ジョージ・アグニュー・チャンバーレインによる1945年の小説『レッドハウス』を基にしている。デルマー・デイヴィス監督の作品で、出演はエドワード・G・ロビンソンなど。

## キャスト
※括弧内は日本語吹替（初回放送1967年2月4日『土曜洋画劇場』21:00-23:00）
- ピート：エドワード・G・ロビンソン（富田耕生）
- エレン：ジュディス・アンダーソン（東恵美子）
- メグ：アレン・ロバーツ（鈴木弘子）
- ナス・ストーム：ロン・マッコーリスター（設楽幸嗣）
- ティビー：ジュリー・ロンドン（加藤みどり）
- テラー：ロリー・カルホーン（広川太一郎）
- ストーム夫人：オナ・マンソン（平井道子）
- バーン：ハリー・シャノン（吉沢久嘉）
- 日本語版ナレーション：矢島正明

## スタッフ
- 監督・脚本：デルマー・デイヴィス
- 製作：ソル・レッサー
- 原作：ジョージ・アグニュー・チャンバーレイン
- 撮影：バート・グレノン
- 編集：メリル・G・ホワイト
- 音楽：ミクロス・ローザ
- 日本語版演出：田島荘三[2]
- 日本語版制作：太平洋テレビジョン[2]